# Auctoritas

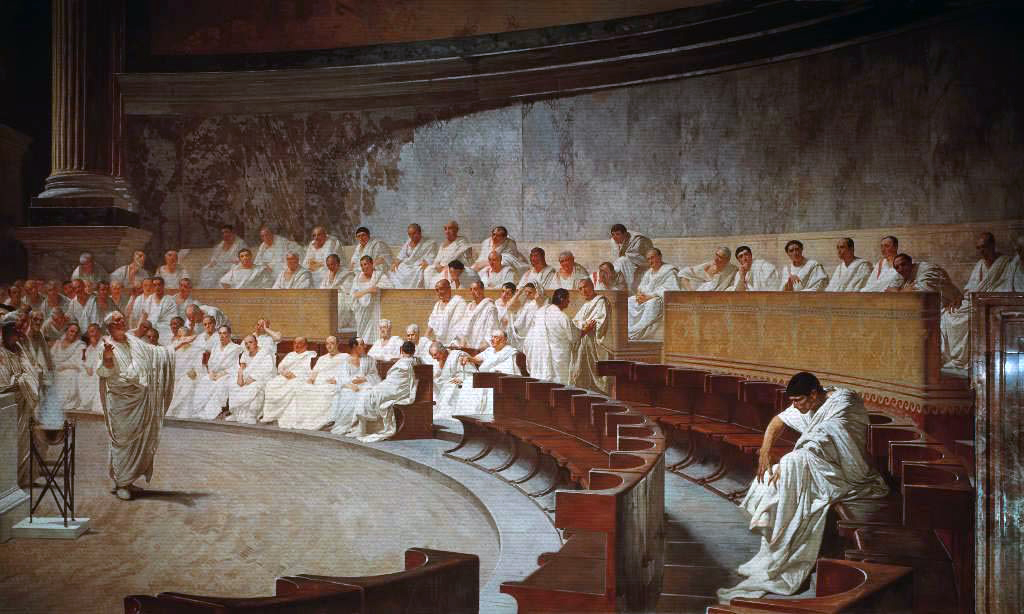
Representação de uma sessão do Senado Romano: Cícero ataca Catilina, de um afresco do século XIX

Auctoritas é uma palavra latina que é a origem do português "autoridade". Enquanto historicamente seu uso na literatura inglesa se restringia a discussões da história política de Roma, o início da filosofia fenomenológica no século XX expandiu o uso da palavra.
Na Roma antiga, auctoritas se referia ao nível geral de prestígio que uma pessoa tinha na sociedade romana e, como consequência, sua influência e capacidade de reunir apoio em torno de sua vontade. No entanto, a Auctoritas não era meramente política; tinha um conteúdo numinoso e simbolizava o misterioso "poder de comando" das heroicas figuras romanas.
As mulheres nobres também podiam alcançar um grau de auctoritas. Por exemplo, as esposas, irmãs e mães dos Júlio-Claudianos tiveram imensa influência na sociedade, nas massas e no aparato político. Sua auctoritas era exercida menos abertamente do que suas contrapartes masculinas devido às normas da sociedade romana, mas ainda assim eram poderosas.